# Julien Stassen
Julien Stassen (Verviers, 20 oktober 1988) is een Belgisch wielrenner die anno 2018 rijdt voor WB Aqua Protect Veranclassic.

## Carrière
In 2012 werd Stassen onder meer vierde in de Grand Prix Criquielion. Een jaar later werd hij zevende in de Schaal Sels.
Doordat zijn ploeg een stap hogerop deed werd Stassen in 2017 prof.

## Resultaten in voornaamste wedstrijden
|      | \| Jaar \| Gent-Wevelgem \| Parijs-Roubaix \| Waalse Pijl \| \| ---- \| ------------- \| -------------- \| ----------- \| \| 2017 \| \| \| opgave \| \| 2018 \| 125e \| 92e \| \| |                |             |
| Jaar | Gent-Wevelgem | Parijs-Roubaix | Waalse Pijl |
| 2017 | |                | opgave      |
| 2018 | 125e | 92e            |             |

## Ploegen
- 2012 –  Idemasport-Biowanze
- 2013 –  Wallonie-Bruxelles
- 2014 –  Wallonie-Bruxelles
- 2015 –  Wallonie-Bruxelles
- 2016 –  Wallonie Bruxelles-Group Protect
- 2017 –  WB Veranclassic Aqua Protect
- 2018 –  WB Aqua Protect Veranclassic

Anciaux · Boverie · Dechesne · Demoitié · Dewortelaer · Geromboux · Hoper · Hossay · Kerf · Leleu · Pestiaux · Stassen · Vallée · Vanheuverswijn · Vliegen
Anciaux · Bertholet · Chevalier · De Witte · Demoitié · Dernies · Dron · Dufrasne · Evrard · Patron · Polazzi · Stassen · Van Hoecke
Amorison · Anciaux · Bertholet · Chevalier · Delfosse · Demoitié · Dernies · Dron · Dufrasne · Evrard · Mottet · Pestiaux · Prémont · Stassen · Stenuit
De Winter · Delfosse · Dernies · Deruette · Duquennoy · Habeaux · Ista · Jans · Jules · Kirsch · Masson · Naesen · Pardini · Peyskens · Robeet · Spengler · Stassen · Vantomme · Warnier · Mortier (stagiair) · Taminiaux (stagiair)
De Winter · Dehaes · Delfosse · Deruette · Duquennoy · Habeaux · Ista · Jules · Kirsch · Lietaer · Masson · Mortier · Peyskens · Robeet · Six · Spengler · Stassen · Vantomme · Warnier